# Цымановский, Виталий Витальевич
Виталий Витальевич Цымановский (27 марта 1968, Запорожье — 18 апреля 1995, Бамут, Чечня) — командир группы 7-го отряда специального назначения «Росич» 100-й дивизии оперативного назначения Северо-Кавказского округа Внутренних войск Министерства внутренних дел Российской Федерации, капитан; Герой России (2003).

## Биография
С 1991 года, по окончании Новосибирского высшего военного командного училища МВД, служил командиром взвода в группе специального назначения "Скорпион" 47 ПОН 100-й дивизии оперативного назначения Северо-Кавказского округа Внутренних войск, а с 1992 года командиром 3 группы отряда специального назначения «Росич» 100-й дивизии оперативного назначения Северо-Кавказского округа Внутренних войск.
Участвовал в операциях по ликвидации межнациональных конфликтов (Нагорный Карабах, Северная Осетия, Ингушетия).
С ноября 1994 года участвовал в боях первой чеченской войны: взятие станицы Ассиновская, штурм Грозного.
В апреле 1995 года участвовал в боях за село Бамут (Ачхой-Мартановский район Чечни). 18 апреля 1995 года возглавлял одну из трёх групп отряда «Росич», выполнявших задачу по ликвидации опорного пункта боевиков на Лысой горе. Группа В. Цымановского прорвала кольцо окружения, в котором оказались две группы отряда, командиры которых погибли. Приняв на себя командование, В. Цымановский организовал круговую оборону; шестьдесят четыре бойца вели бой с 400 боевиками. Вынес из-под огня тяжелораненого солдата, оказал ему первую медицинскую помощь. Несмотря на полученное им огнестрельное ранение в грудь, оставался в строю, уничтожил пулемётный расчет и четырёх боевиков. Затем возглавил атаку, после прорыва окружения остался прикрывать отход подчинённых и погиб в этом бою.
Представление В. Цымановского к званию Героя России в 1995 г. было отклонено на том основании, что за несколько дней до своего подвига он был награждён орденом.
За мужество и героизм, проявленные при выполнении воинского долга, Указом Президента Российской Федерации № 1070 от 15 сентября 2003 года капитану Цымановскому Виталию Витальевичу присвоено звание Героя Российской Федерации (посмертно).

### Семья
Мать — Нелли Степановна.
Жена — Ольга Петровна;
- сын — Сергей.

## Награды
- медаль «Золотая Звезда» Героя России (15.9.2003; № 796)
- орден Мужества (1995)
- медаль «За отвагу» (1994).

## Память
- В 2005 году в городе Запорожье установлена мемориальная доска в честь В. Цымановского.
- В. Цымановский навечно зачислен в списки личного состава войсковой части 3719 СКО ВВ МВД России[1].
- В 2023 году в Новосибирске имя Виталия Цымановского присвоено улице в Калининском районе города. Постановлением 1088 от 09.03.2023 мэрии города Новосибирска